# Carlos Burgueño
Carlos Burgueño (Buenos Aires, 26 de enero de 1968) es un periodista, politólogo y escritor argentino, integrante del equipo de Radio la red junto a Luis Novaresio.

## Biografía

### Primeros años
Hijo de Ramiro Burgueño, Carlos nació el 26 de enero[cita requerida] de 1968 en la ciudad de Buenos Aires. Se graduó como Licenciado en Ciencias Políticas por la Universidad Católica Argentina, y obtuvo además maestrías en Economía Política por la Universidad de Heidelberg y en Sociología por la Facultad Latinoamericana de Ciencias Sociales (FLACSO).

### Periodismo, economía y radio
Con una extensa carrera en los medios, desde el menemismo hasta la actualidad se encarga de cubrir y analizar la convertibilidad, la evolución del endeudamiento de los años 90', la crisis terminal del 2001, los inevitables defaults y el proceso del kirchnerismo en el poder.
Entre sus trabajos más notables en los medios, se destaca su labor en el diario Ámbito Financiero desde 1994, en Radio Continental en el programa La mirada despierta, en FM Millenium en el programa Desde el otro lado, como conductor en Radio La Red y columnista de MDZ Radio.

### Obras
En 2013 publicó su primer libro Los Buitres, que se enfoca en los sucesos previos a la Crisis del 2001, donde inversores buscaban deshacerse de los bonos de la deuda externa cuyo valor se desplomaba a cada minuto. Luego del éxito alcanzado con su primera publicación, en 2015 lanzó su segunda obra titulada Las batallas económicas del kirchnerismo, donde analiza cuestiones inherentes al desempeño general de esa gestión de gobierno.
En 2019 publicó su último trabajo que lleva el título Macrinomics, en el cual analiza los cuatro años del gobierno presidido por Mauricio Macri, sus pormenores y consecuencias.